# 福島里美
福島 里美（ふくしま さとみ、1975年1月19日 - ）は、日本の女優。北海道函館市出身。オスカープロモーションに所属していた。

## 人物
- 2000年、女性10人組ユニット「10ガールズ」のメンバーとしてデビュー[1]。
- 趣味は茶道[1]。
- 特技はジャズダンス、日本舞踊[1]。

## 出演

### テレビドラマ
- こころ（2003年、NHK）
- 十津川警部シリーズ29（2003年9月22日、TBS）
- 独身3!! 第1話（2003年10月10日、テレビ朝日）
- ラストシーン（2003年11月17日、TBS）
- 霊感バスガイド事件簿 第3話（2004年4月30日、テレビ朝日）
- 猪熊夫婦の駐在日誌2（2005年3月23日、テレビ東京）
- 怨み屋本舗 第2話（2006年7月21日、テレビ東京）
- 黙秘（2006年8月14日、TBS）
- わるいやつら 第7話（2007年3月2日、テレビ朝日）
- 眠れる森の熟女 第3話（2012年9月18日、NHK総合）[3]
- 赤い糸の女 第35 - 44話（2012年10月22日 - 11月2日、東海テレビ） - 井上通子 役[4]
- 狩矢父娘シリーズ15（2013年10月5日、テレビ朝日）[5]

### 舞台
- 心は孤独なアトム（2003年9月4日 - 7日、SPACE107） - 千依子 役
- 花束（2004年3月26日 - 28日、新風館） - 村瀬舞 役
- 五瓣の椿（2005年6月4日 - 28日、明治座）
- ストライキ!!バッター!せーふ!?（2005年9月21日 - 25日、ウッディシアター中目黒）
- ニッポンの森（2005年10月8日 - 10日、ウッディシアター中目黒）
- 夏ノ夜ノ夢（2006年3月5日 - 14日、日生劇場）
- ブレーメンの音楽隊 in Love（2006年11月22日 - 26日、ウッディシアター中目黒）
- SHINKA〜心華〜（2009年8月4日 - 9日、シアターグリーン BOX in BOX THEATER）
- 新・立ち呑みパラダイス（2010年5月12日 - 16日、シアターグリーン BOX in BOX THEATER）
- GHOST（2010年10月13日 - 18日、シアターグリーン BASE THEATER）[6]
- Ph二顆粒（2012年5月22日 - 27日、SPACE107）
- ショートストーリー集〜操〜（2014年2月28日 - 3月2日、新宿四谷三丁目劇場）